# 1866 en France
Chronologie de la France
- 1862
- 1863
- 1864
- 1865
- 1866
- 1867
- 1868
- 1869
- 1870

Cette page concerne l'année 1866 du calendrier grégorien.

## Événements
- 10-11 janvier : une tempête d'origine atlantique touche tout le pays[1].
- 17 mars : des députés bonapartistes et libéraux (tiers parti) déposent un amendement à l'adresse qui obtient 45 voix où ils émettent le vœu d'un « sage progrès de nos institutions » vers plus de libéralisme[2],[3].

- 30 mai : explosion dans la fabrique de M. Aubin, artificier à la Petite Villette à Paris[4].
- 31 mai : Napoléon III annonce le retrait des troupes françaises du Mexique[5].

- 5 juin, Indochine : les explorateurs français Ernest Doudart de Lagrée et Francis Garnier commencent leur reconnaissance de la vallée du Mékong jusqu’en Chine[6].

- 14 au 17 juillet : festivités du centenaire de la réunion de la Lorraine à la France en présence de l'impératrice Eugénie et du prince impérial. La société de tir de Nancy et la société orphéonique les inaugurent le 14 juillet. Le train impérial arrive le lendemain. Le 17 juillet, un défilé historique déroule aux regards des spectateurs l'histoire de la région illustrée par ses personnages historiques[7].

- 18 juillet : sénatus-consulte rappelant que la révision de la Constitution ne peut être discutée qu'au Sénat. La session du Corps législatif n'est plus limitée à trois mois, et les députés reçoivent pour les sessions ordinaires une indemnité de 12 500 francs[8].

- 20 août : circulaire aux recteurs du ministre de l'instruction publique Victor Duruy recommandant la délivrance de Certificat d’études primaires[9].
- 10 septembre : début de l’expédition française en Corée. En représailles au massacre de neuf missionnaires en mars, les Français montent une expédition punitive limitée, commandée par le contre-amiral Pierre-Gustave Roze. La phase principale de ce coup de main se déroule du 11 octobre au 12 novembre. La forteresse de l’île de Kanghwa, à l’embouchure du fleuve Han est conquise le 16 octobre. Ne pouvant obtenir les réparations qu’ils demandent, les Français poursuivent leur action face à une forte et intelligente résistance des Coréens, et, le 11 novembre, la capitale Séoul est méthodiquement bombardée. Estimant ses objectifs atteints et ne disposant pas de moyens suffisants pour contraindre les Coréens, l'amiral Roze ordonne l'évacuation le 12 et regagne sa base chinoise, au grand mécontentement des Européens résidant en Chine lesquels souhaitent une expédition lourde pour le printemps suivant. Celle-ci n'aura jamais lieu[10].

- 31 octobre : première de La Vie parisienne, opéra bouffe de Jacques Offenbach au théâtre du Palais-Royal[11].

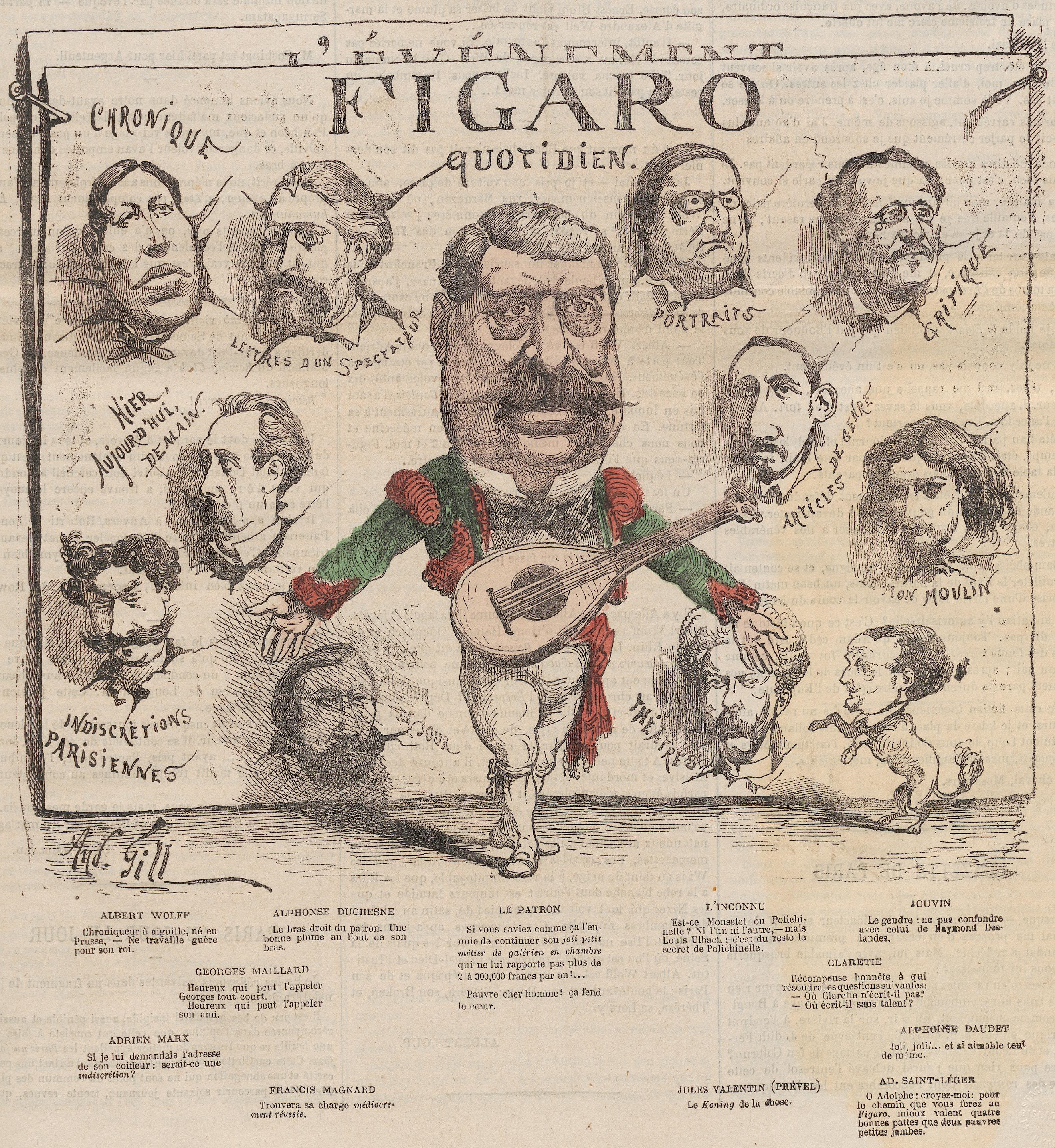
André Gill. Caricature de Villemessant et de la rédaction du Figaro. La Lune, 18 novembre 1866.

- 15 novembre : appel de Jean Macé en faveur de la création de la Ligue de l'enseignement[12].
- 16 novembre : première parution du journal Le Figaro en édition quotidienne[13].
- 11 décembre : traité de commerce franco-autrichien[14].